# 진전섬망
떨림섬망(영어: delirium tremens, DTs) 또는 진전섬망(震顫譫妄) 또는 알코올 진전섬망은 일반적으로 알코올 금단으로 인하여 발생하는 섬망 상태이다. 이 질병이 발생하면 3일을 금단 증상을 보이며 2~3일 지속된다. 또, 다른 사람들이 보거나 듣지 않은 것을 듣거나 보는 증세를 보일 수 있다. 육체적으로는 미진, 전율, 불규칙한 심박, 발한을 보일 수 있다. 간혹 열중증, 발작이 심하면 죽음으로 이어지기도 한다. 알코올은 가장 위험한 금단 증상을 일으키는 것들 가운데 하나이다.

## 개요
| 진전섬망 (Delirium tremens) | 진전섬망 (Delirium tremens)                                                         |
| --------------------------- | ----------------------------------------------------------------------------------- |
| 진료과                      | 정신건강의학과, 응급의학과                                                          |
| 증상                        | 혼란, 다른사람이 보거나 듣지 못하는 것을 듣는 것, 흔들림, 떨림, 불안정한 심박, 발한 |
| 합병증                      | 고열, 발작                                                                          |
| 개시                        | 급성                                                                                |
| 기간                        | 2–3 일                                                                              |
| 원인                        | 알코올 금단 현상                                                                    |
| 비슷한 질환                 | 벤조디아제핀(benzodiazepine) 금단 현상, 바비 튜레이트(barbiturate) 금단             |
| 치료                        | 중환자실, 벤조디아제핀(benzodiazepines), 티아민(thiamine)                           |
| 예후                        | 사망률 ~2% (치료 시), 25% (치료를 받지 못할 시)                                     |
| 빈도                        | 알코올 중독 환자 중 ~4%                                                             |

진전섬망은 보통 한달 이상 높은 알코올 섭취를 가진 사람들에게서만 발생한다. 벤조디아제핀(benzodiazepine)이나 바비 튜레이트(barbiturate) 사용 중단시에도 유사한 증후군이 나타날 수 있다. 코카인과 같은 흥분제의 중단은 주요한 의학적 합병증을 나타내지 않는다. 전섬망 환자에게는 전해질 이상, 췌장염, 알코올성 간 질환과 같은 다른 관련 문제를 제외진단하는 것이 중요하다.
진전섬망은 금단 증상의 치료로 예방 할 수 있다. 진전섬망 발[생시 공격적 치료 방법으로 결과를 개선할 수 있다. 조용한 집중 치료실에서 충분한 빛과 함께 치료하는 것이 보통 권장된다. 벤조디아제핀(Benzodiazepines)은 일반적으로 사용되는 디아제팜(diazepam), 로라제팜(lorazepam), 클로로디아제폭사이드(chlordiazepoxide), 옥사제팜(oxazepam)과 함께 약으로 선택된다. 해당 약들은 환자가 가볍게 잠들 때까지 사용되어야 한다. 항정신병성 할로페리돌(haloperidol)도 함께 사용된다. 티아민(thiamine, vitamin B1)도 권장된다. 치료가 배제된 상황에서 사망률은 15%~40%이다. 현재 사망률은 약 1%~4%의 케이스에서 발생된다.
알코올 중독자의 절반 정도는 사용을 줄였을 때 금단 증상이 나타날 것이다. 이들 중, 3~5%의 환자는 진전섬망이나 발작을 일으킨다. 진전섬망이라는 용어는 1813년에 처음 사용되었지만, 그 증상은 1700년대부터 잘 묘사되어왔다. “섬망(delirium)”이라는 용어는 “고랑에서 벗어나다(going off the furrow)” 라는 라틴어이다. "떨리는 광란" 이나 "사운더스-수톤 증후군(Saunders-Sutton syndrome)" 이라고 불리기도 하였다.

## 징후와 증상

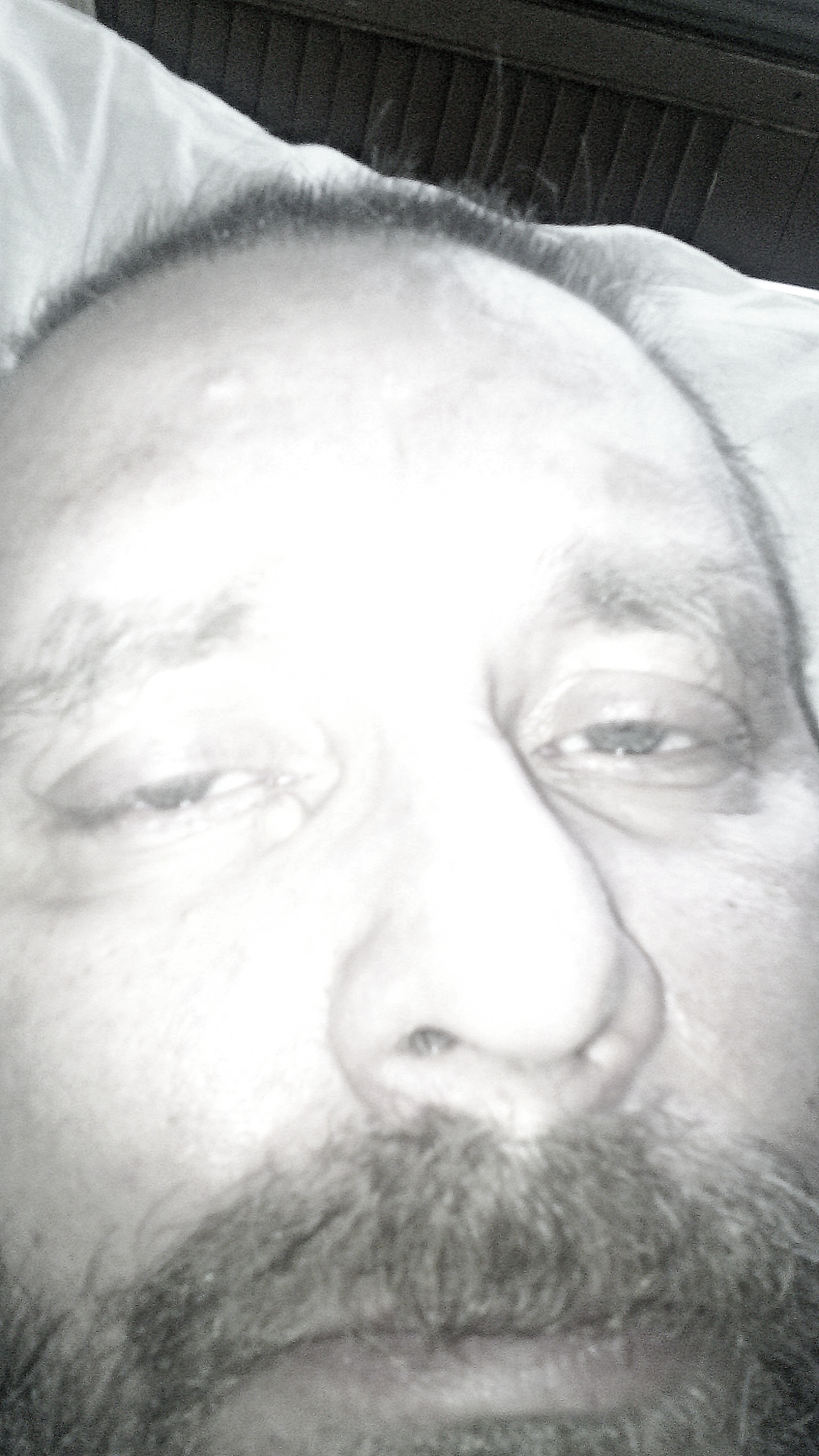
진전섬망

진전섬망의 주요한 증상은 악몽, 불안, 전반적인 혼란, 방향 감각 상실, 시각적, 청각적 환각, 촉각 환각, 발열, 고혈압, 엄청난 발한, 그리고 자율 신경계 활동 과잉 증상 징후(빠른 심박과 고혈압)가 있다. 이러한 증상은 갑자기 나타날 수 있으나, 보통 과음을 중단한 후 2~3일 후에 증상이 나타나며, 4~5일 후에 가장 악화된다. 또한, 이러한 “증상은 밤에 특징적으로 더 나쁘다”. 보통, 진전선망은 알코올 금단 현상 중 가장 심각한 증상으로 간주되며 마지막 음주 후 3~10일에 걸쳐 나타난다. 다른 일반적 증상은 곤충, 뱀, 쥐에 대한 환상과 같은 강한 지각 장애를 포함한다. 이러한 증상들은 환경과 관련된 환각이나 환상일 수 있고, (예를 들어, 벽지나 주변 시야에서 보이는 패턴을 환자가 곤충의 형태와 유사한 것으로 잘못 인식하는 것.) 또한 무언가 환자 위를 기어 다니고 있다고 느끼는 촉각 환각과 연관이 있다ㅡ이것은 의주감(formication) 이라고 알려진 현상이다. 진전섬망은 보통 “임박한 운명” 에 대한 매우 강렬한 감정을 포함한다. 심한 불안과 금방이라도 닥칠 듯한 사망의 느낌은 일반적인 진전섬망의 증상이다.
진전섬망은 때때로 사지의 강하고 통제할 수 없는 떨림, 그리고 불안, 공항 발작, 편집증과 같은 2차 증상과 관련 된다. 진전섬망 환자는 간단한 문장을 만들거나 기본적인 논리적 계산에 어려움을 겪을 수 있기 때문에 주변 사람들은 보통 환자의 정신 착란을 뚜렷하게 알 수 있다.
진전섬망은 알코올성 환각증과 구별 되어야 한다. 알코올성 환각증은 입원 중인 알코올 중독 환자에게서 20% 정도 발생하며, 심각한 사망률을 초래하지 않는다. 그러나, 진전섬망은 알코올 중독자의 5~10%에서 발생하며 치료가 동반되면 15%의 사망률, 치료가 동반되지 않으면 35%의 사망률을 나타낸다. 진전섬망은 변형된 감각 중추의 존재로 인해 그 특징이 나타난다; 즉, 현실 세계를 전혀 인지하지 못하는 완전한 환각이다. 진전섬망은 극도의 자율 기능 과잉(높은 맥박, 혈압 및 호흡률)을 나타내며, 환자의 35~60%는 발열을 나타낸다. 일부 환자는 발작을 경험한다.

## 원인
진전섬망은 주로 오랜 기간 동안의 음주 생활을 갑자기 중단하였을 시에 발생한다. 이러한 중단은 연속적인 생화학적 조절로 이어진다. 또한 알코올 사용량이 많은 사람들이 머리 부상이나 감염, 질병을 앓았을 때 발생될 수 있다.
진전섬망은 또한 바비튜레이트(babiturate)나 벤조디아제핀(benzodiazepine) 계열의 진정제에 상대적으로 강한 중독이 있는 사람이 약을 갑작스럽게 중단 할 때 발생한다.. 왜냐하면 이런 진정제들의 주요 약리학적, 생리학적 효과는 알코올에 의해 동일하게 영향을 받는 신경전달자 시스템인 GABA 화학 물질 및 체성 전달자 시스템의 조작으로 인해 발생하기 때문에, 그러한 약물에 심하게 의존하고 있었던 사람들의 갑작스러운 복용량 감소는 진전섬망을 일으킬 수 있다. 이런 진전섬망은 알코올에 의해 유발되는 진전섬망과 거의 유사하며, 따라서 수반되는 금단 증후군의 징후도 유사하다. 많은 경우에 벤조디아제핀(benzodiazepines)이 진전섬망의 원인이 됨에도 불구하고, 이러한 이유로 벤조디아제핀(benzodiazepines)이 진전섬망의 가장 효과적인 치료제라고 볼 수 있다. 바비튜레이트, 벤조디아제핀같은 에탄올과 진정제는 GABAA 수용체에서 알로스테릭 양성 조절자로 기능하기 때문에 뇌는 불균형한 화학 시스템을 균등하게 하려는 욕구에서 내인성 GABA 생성을 갑작스럽게 멈춰버린다. 이러한 감소는 중독이 강해지고 중독을 야기하기 위해 더 많은 복용량이 필요할 때 점점 더 두드러지게 나타난다. 진정제 효과가 있을 뿐 아니라 GABA는 무수히 많은 다른 자율 신경계 하위 시스템 중에서 심박 수, 혈압 및 발작 역치를 제어하는 대단히 중요한 조절 신경 전달 물질이다.
진전섬망은 알코올 금단 경력이 있는 사람들에게서 흔하다. 특히 3~4 리터의 맥주 또는 0.5 리터의 증류주를 매일 마시는 사람들에게 흔하다. 진전섬망은 또한 10년 이상 유지해온 습관적 알코올 사용이나 알코올 중독의 병력이있는 사람들에게도 흔히 발생한다.

## 병태생리
진전섬망은 만성적 알코올 남용에 대한 보상적 변화의 결과라고 가정되고 있는 알코올 금단현상의 한 부분이다. 알코올은 GABA의 결합을 알도스테릭 조절을 통해 측위 신경핵으로 뉴런이 투사되는 탈억제를 초래한다. 이는 α-2 아드레날린 수용체의 감도상실과 함께 만성적인 알코올 사용시 이러한 시스템의 항상성을 상향조절하는 결과를 낸다. 알코올 사용이 중단되면, 조절이 풀린 메커니즘은 자연적인 GABA 시스템의 하향조절과 흥분성 글루탐산 시스템이 조절되지 않는 등 뉴런의 과도한 흥분성을 초래한다. 이는 증가된 노르아드레날린 활동과 함께 진전섬망의 증상을 유발한다.

## 진단
진단은 증상에 기반한다. 전해질 이상이나 췌장염, 알코올성 간염등 다른 관련 문제들을 제외진단하는 것이 중요하다.

## 치료
알코올 금단에 의한 진전섬망은 벤조디아제핀을 통해 치료가 가능하다. 사망을 막기 위해서는 높은 복용량이 필요할 수 있다. 증상에 따라 그 양을 정한다. 일반적으로 환자는 디아제팜, 클로로디아제폭사이드, 옥사제팜과 같은 벤조디아제핀 계열의 진정제가 투여된다. 경우에 따라 할로페리돌과 같은 항정신병제제가 사용될 수도 있다. 파라알데하이드와 클로마티아졸과 같은 오래된 약물은 이전에는 전통적인 치료법 이었지만 지금은 대체로 벤조디아제핀으로 대체되었다.
아캄프로세이트는 때때로 다른 치료법과 함께 사용되며, 재발의 위험을 줄이기 위해 장기간 사용된다. 또한 중첩 간질 발작이 발생할 때 일반적인 방법으로 사용된다. 정신적 고통과 시각적 환각을 최소화하기 위한 밝은 조명과 편안한 환경을 제공함으로써 환경적 자극을 조절하는 것도 효과적이다.
알콜성 음료가 진전섬망의 치료제로 처방 될 수도 있다. 그렇지만 보통 이러한 처방은 보편적으로 지지되지 않는다. 정맥 주사로 높은 티아민을 복용하는 것이 추천된다.

## 같이 보기
- 망상성 기생충 감염